# Giorgio Nataletti
Giorgio Nataletti (Roma, 12 giugno 1907 – 16 luglio, Nizza 1972) è stato un etnomusicologo italiano.

## Biografia
Fu fondatore e direttore degli Archivi di etnomusicologia presso l'Accademia Nazionale di Santa Cecilia in Roma. 
Nel 1930 la casa discografica Ricordi aveva dato alle stampe un volume di musiche popolari romane dal titolo Canti della campagna romana, raccolti e armonizzati da Giorgio Nataletti e Goffredo Petrassi. Incaricato dal Sindacato Nazionale Fascista dei musicisti, Nataletti raccolse e diede alle stampe il volume Trenta ninne nanne popolari italiane (1934). La raccolta di ninnenanne intendeva essere un omaggio a Umberto II di Savoia e Maria José del Belgio in occasione della nascita della loro primogenita Maria Pia.
Nel 1948 fondò il Centro Nazionale di Studi di Musica Popolare (CNSMP) con sede a Roma.